# Tadeusz Koper
Tadeusz Koper (ur. 1913 we Lwowie, zm. 1995 w Carrarze, Włochy) – polski rzeźbiarz tworzący na emigracji. 

## Życiorys
Od 1932 studiował w Akademii Sztuk Pięknych w Krakowie, początkowo w pracowniach malarskich Józefa Mehoffera i Władysława Jarockiego, a od 1936 w pracowni rzeźby u Xawerego Dunikowskiego. W 1938 uzyskał absolutorium, ale przez kolejny rok akademicki pozostał na uczelni, prawdopodobnie jako asystent profesora. Według niektórych źródeł w 1938 wyjechał do Paryża, gdzie studiował w Académie de la Grande Chaumière. Po wybuchu II wojny światowej przedostał się do Francji, skąd udał się do Londynu. Szybko odnalazł się w środowisku polskich artystów na emigracji, należał do Zrzeszenia Plastyków Polskich w Wielkiej Brytanii. W 1949 otrzymał obywatelstwo brytyjskie. Przez pewien czas na zaproszenie Augusta Zamoyskiego przebywał w Brazylii. W 1965 w Brook Street Gallery w Londynie miał wystawę indywidualną, wielokrotnie wystawiał w Grabowski Gallery. Jego ulubionym materiałem rzeźbiarskim był marmur z Carrary, w związku z tym w 1968 przeprowadził się do Włoch, o tym okresie jego życia opowiada film Stanisława Patera Tadeusz Koper - powrót do źródeł. Prace artysty znajdują się w kolekcji muzeum rzeźby w Carrarze, w Polsce posiadają je Muzeum Narodowe w Kielcach i Muzeum Uniwersyteckie w Toruniu. Artysta przywiózł je do Polski w 1991, gdy został zaproszony przez Galerię Zachęta do udziału w wystawie „Jesteśmy”.